# دروس الظلام (فلم)
دروس الظلام (بالألمانية: Lektionen in Finsternis) فيلم وثائقي أخرجه الألماني فرنر هرتزوغ عام 1992 مكمّل فعـّال لشريطه الأول Fata Morgana (فاتا مورغانا). مرة أخرى يستقبل هرتزوغ الصحراء على أنـَها فضاء له صوته الخاص. وبالفعل أخلاها من التعليق، أي جعل الصورة تركـّز على حرب الخليج الثانية، بعد أنتهائها وبالأخص على حقول النفط الكويتية المشتعلة.
يستعمل هرتزوغ لقاطات شاحنة رافعة كما فعل في فاتا مرغونا، ولقطات ثابتة لبعض العمـّال القريبين من النفط المحروق، وكذلك يستعمل لقطات من المروحيّة للمناظر الطبيعية المنكشفة. هرتزوغ يمنع التعليق ليفسر الصورة تعبّر من خلال توثيقها، وكأنـّها رواية شعرية: العمال يوصفون بـ " المخلوقات" سلوكهم تحكمه حماقة كبرى ورغبة في جعل الضرر الذي يشهدونه أبديّاً، فيكون" محور الحبكة " الحاسم هم عمال الإطفاء، حيث بمجرّد نجاحهم في إخماد النيران، يوقدون النار ثانية في مجرى للنفط . المعلـّق عندها يقول " هل الحياة بدون نار أصبحت صعبة التحمّل بالنسبة لهم؟ " الفيلم نفسه يبدأ باقتباس من بليز باسكال يقول فيه : " أنّ انهيار نجوم الكون يبدأ "بأبهة ضخمة". ومع أنّ نصّ الفيلم كتبه هرتزوغ إلاّ أنـّه جعل بدايته منسوبة لبسكال ليجعل الفيلم يبدأ بمزاج خاص.
هذا المنحى الفني لتأطير لقطات الفيلم الوثائقي استعمله هرتزوغ مرة أخرى في فيلمه الأخير The Wild Blue Yonder.

## وصلات خارجية
- مقالات تستعمل روابط فنية بلا صلة مع ويكي بيانات

1. ↑  "معلومات عن دروس الظلام (فيلم) على موقع allocine.fr". allocine.fr. مؤرشف من الأصل في 2019-10-16.
2. ↑  "معلومات عن دروس الظلام (فيلم) على موقع tv.com". tv.com. مؤرشف من الأصل في 2014-12-19.
3. ↑  "معلومات عن دروس الظلام (فيلم) على موقع zweitausendeins.de". zweitausendeins.de. مؤرشف من الأصل في 2020-01-24.